# هاروگات
هاروگات(به انگلیسی: Harrogate) شهری در ایالت تنسی کشور ایالات متحده آمریکا است که جمعیت آن در سرشماری سال ۲۰۱۰ میلادی، ۴٬۳۸۹ نفر بوده‌است.